# Kaduna South
Kaduna South es una localidad del estado de Kaduna, en Nigeria, con una población estimada en marzo de 2016 de 543 600 habitantes.
Se encuentra ubicada en el centro-norte del país, a poca distancia al sur de la ciudad de Kano, la tercera más poblada de Nigeria tras Lagos e Ibadán.